# Bo Nix

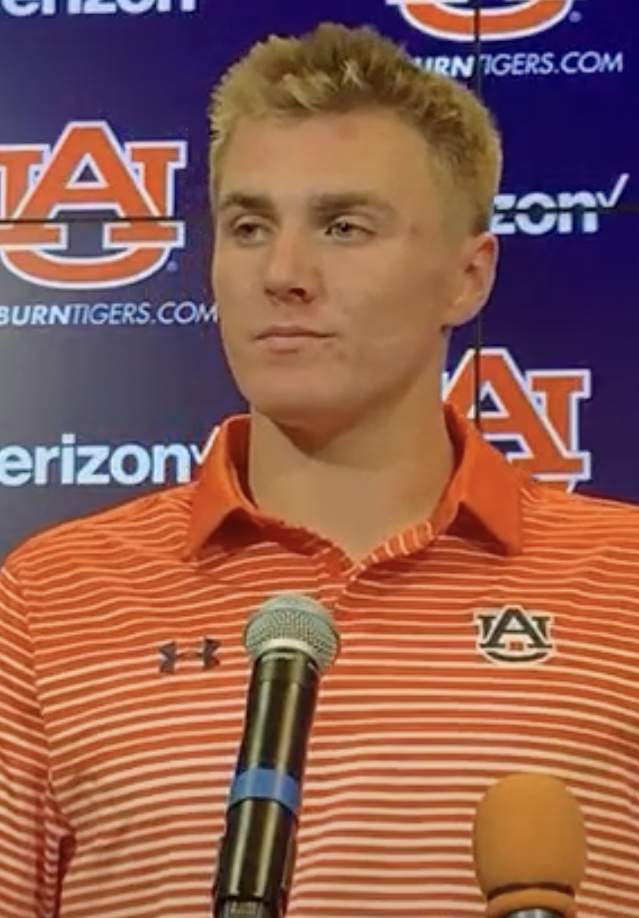

Bo Chapman Nix (nacido el 25 de febrero de 2000) es un quarterback de fútbol americano de los Denver Broncos de la Liga Nacional de Fútbol Americano (NFL). Jugó fútbol americano universitario para los Auburn Tigers y Oregon Ducks, siendo titular en la mayor cantidad de juegos (61) como quarterback en la historia de la NCAA. Nix ganó el Trofeo William V. Campbell 2023 y fue nombrado Jugador Ofensivo del Año Pac-12 el mismo año después de lanzar para más de 4,500 yardas con 45 touchdowns con Oregon. Nix fue seleccionado en el puesto 12 en general por los Denver Broncos en el draft de la NFL de 2024.

## Primeros años
Nix nació el 25 de febrero de 2000 en Arkadelphia, Arkansas, mientras que su padre Patrick era el entrenador en jefe de Henderson State. Nix jugó con su padre en Pinson Valley High School en Pinson, Alabama, donde acumuló más de 12,000 yardas ofensivas totales y 161 touchdowns. También ganó el premio Mr. Football de Alabama en su último año en 2018. Fue calificado como el mejor "dual-threat quarterback" de su clase y se comprometió a jugar fútbol americano universitario en la Universidad de Auburn.

## Carrera universitaria

### Auburn (2019-2021)

#### Temporada 2019
Como estudiante de primer año en Auburn, Nix fue nombrado quarterback titular para la temporada 2019. Lideró a Auburn a una remontada por 27-21 contra los Oregon Ducks en el estadio AT&T de Arlington, Texas, el 31 de agosto de 2019.
Nix llevó a Auburn a un récord de 9-4 en su primera temporada, ganando el Iron Bowl, 48-45 sobre Alabama. Fue elegido estudiante de primer año del año 2019 por la SEC, terminando la campaña con 16 touchdowns y seis intercepciones.

#### Temporada 2020
Lanzó para 12 touchdowns y siete intercepciones en su segundo año en 11 juegos en la temporada acortada por la pandemia en 2020.

#### Temporada 2021
2021 fue una temporada de altibajos para Nix, con momentos destacados que llevaron a Auburn a su primera victoria en LSU desde 1999 y una victoria sobre el número 10 Ole Miss, mientras que también tuvo problemas en ciertos juegos y fue enviado a la banca por TJ Finley en el último cuarto. de un juego contra Georgia State. Nix sufrió una lesión que puso fin a su temporada contra Mississippi State. Lanzó para 11 touchdowns y tres intercepciones en 2021. El 12 de diciembre de 2021, Nix anunció que ingresaría al portal de transferencias y se describió a sí mismo como "miserable" mientras jugaba con el entrenador en jefe de Auburn, Bryan Harsin, quien había sido contratado en 2021.

### Oregon (2022-2023)

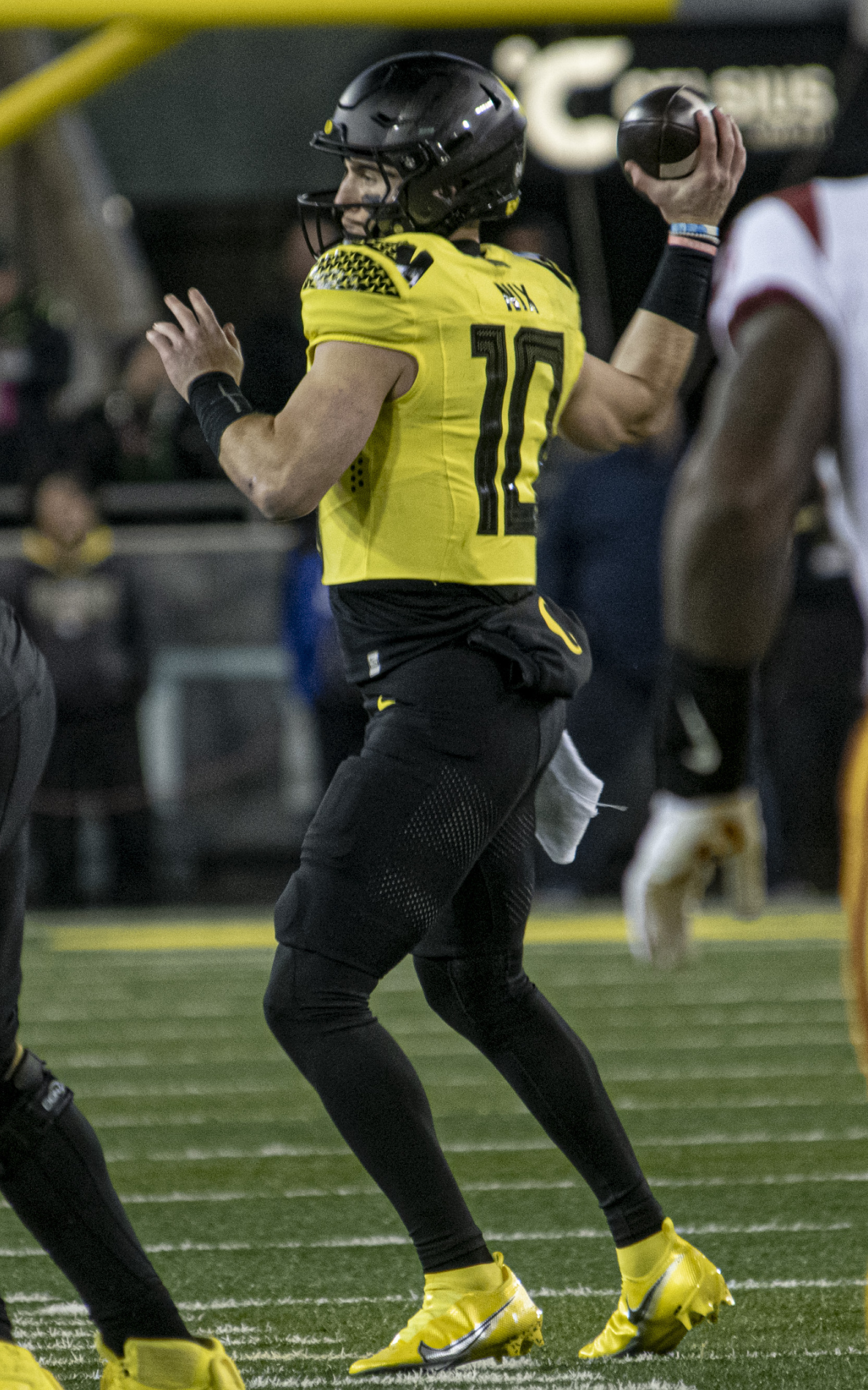
Nix con los Oregon Ducks en 2023

#### Temporada 2022
Antes de la temporada 2022, Nix se transfirió a la Universidad de Oregon con dos temporadas restantes de elegibilidad según la exención de elegibilidad COVID-19 de la NCAA para la temporada 2020.
Nix llevó a Oregon a un récord de 10-3 en la temporada 2022. La temporada vio victorias clasificatorias sobre BYU, UCLA y Utah antes de culminar con una victoria por 28-27 sobre Carolina del Norte en el Holiday Bowl. Nix terminó la temporada con 3,593 yardas aéreas, 29 touchdowns aéreos y siete intercepciones para terminar con 89 acarreos para 510 yardas terrestres y dos touchdowns terrestres. Además, tuvo un touchdown de recepción en la temporada.

#### Temporada 2023
En la temporada 2023, Nix llevó a Oregon a una temporada exitosa mientras estaba en la contienda por el Playoff de fútbol universitario en su mayor parte. Ayudó a llevar al equipo a un comienzo de 5-0 antes de su primer revés contra el número 7 de Washington. El equipo logró seis victorias consecutivas para preparar una revancha con el número 3 Washington en el Juego de Campeonato Pac-12. Los Ducks cayeron ante los Huskies una vez más y quedaron fuera de la contienda por el playoff de fútbol universitario. Nix lanzó para 4,508 yardas, 45 touchdowns y tres intercepciones, además de seis touchdowns terrestres en el año. Nix terminó en tercer lugar en la votación del Trofeo Heisman detrás de Jayden Daniels y Michael Penix Jr. Después de su último partido universitario en el "Fiesta Bowl" contra Liberty, rompió el récord anterior de Mac Jones de porcentaje de finalización de temporada más alto con 77,45%. Lideró la NCAA en pases completos, porcentaje de pases completos y pases de touchdown en 2023. Fue titular en 61 partidos entre Auburn y Oregon, la mayor cantidad en la historia de la NCAA para un mariscal de campo.

## Carrera profesional
Nix fue seleccionado 12° en la primera ronda del draft 2024 de la NFL por los Denver Broncos. Fue el último de los seis quarterbacks elegidos en la primera ronda, empatando el draft de 1983 con la mayor cantidad en la historia de la NFL. El 10 de mayo de 2024, Nix fue el primer quarterback de la generación del draft de 2024 en firmar su contrato de novato, que era un contrato de cuatro años y 18,61 millones de dólares totalmente garantizados con una opción de quinto año.

## Vida personal
Nix es hijo del ex quarterback de Auburn, Patrick Nix. Los dos hermanos de Nix también juegan fútbol americano universitario; su hermano menor, Caleb, juega como safety en Clemson y su hermano adoptivo, Tez Johnson, juega como receptor abierto en Oregon. Está casado con Izzy Smoke, una ex animadora de Auburn. Nix es cristiano